# Elena
Elena je žensko osebno ime.

## Izvor imena
Ime Elena je italijanska, ruska in španska oblika imena Helena. V ruskem jeziku se izgovarja Jelena, prav tako pa se piše in izgovarja v hrvaščini in srbščini. Iz ruskega imena Elena je nastala ljudska oblika Alëna /Aljóna/. Iz hrvaškega ali srbskega Jelena je po krajšanju in s pripono -ka nastalo ime Jelka.

## Različice imena
Ela, Elen, Elenka, Eli, Elica, Elin, Elina

## Tujejezikovne različice imena
- pri Hrvatih: Srbih, Jelena, Jelka
- pri Angležih, Italijanih,Romunih, Špancih: Elena
- pri Rusih: Jelena, Alëna, Aljona

## Pogostost imena
Po podatkih Statističnega urada Republike Slovenije je bilo na dan 31. decembra 2007 v Sloveniji število ženskih oseb z imenom Elena: 467.

## Osebni praznik
Osebe z imenom Elena godujejo takrat kot Helene.